# Kanash

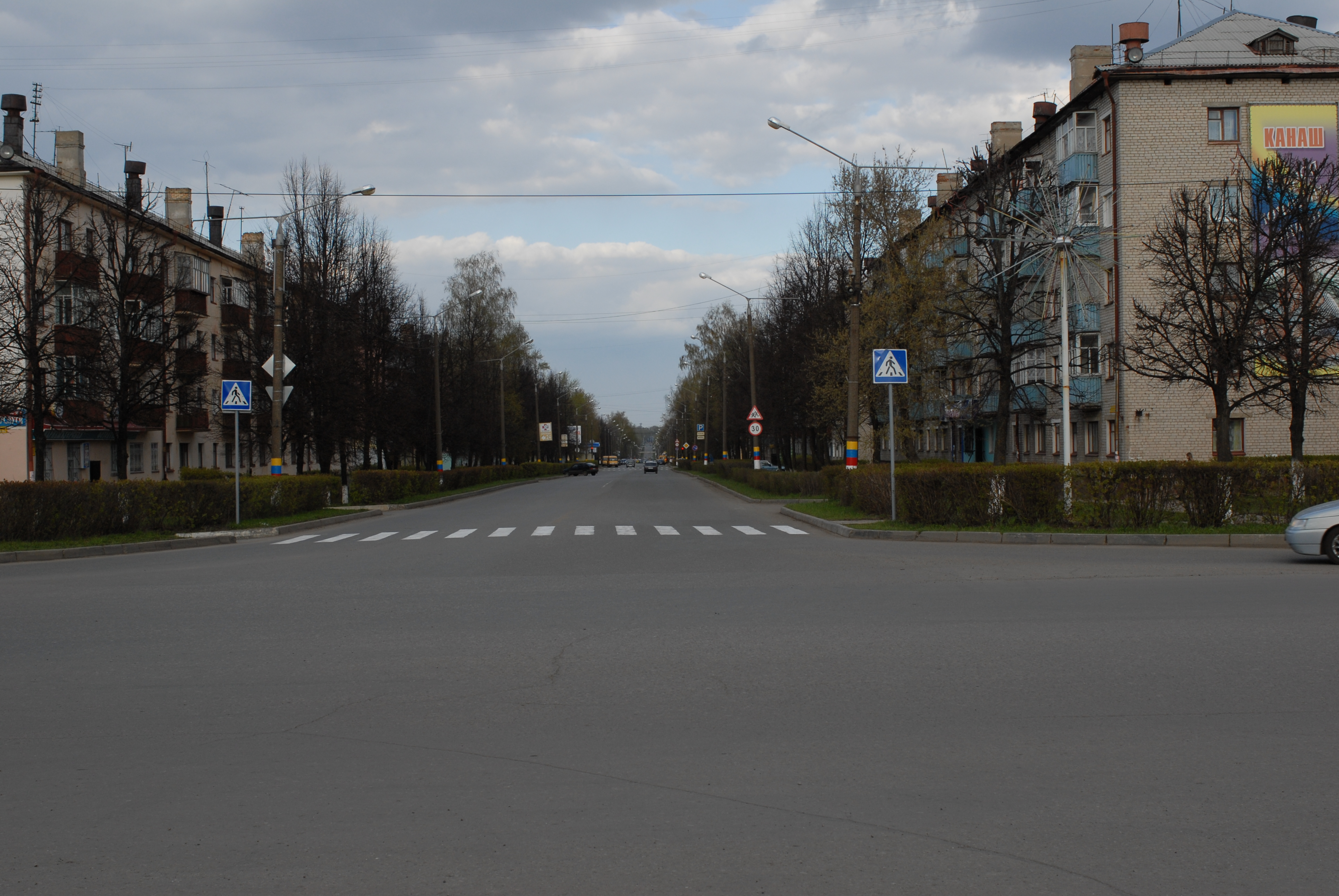
Đại lộ Lenin ở Kanash

Lá cờ của Kanash

Kanash (tiếng Nga: Канаш) là một thành phố Nga. Thành phố này thuộc chủ thể Cộng hòa Chuvash. Thành phố có dân số 50.593 người (theo điều tra dân số năm 2002). Đây là thành phố lớn thứ 323 của Nga theo dân số năm 2002. Dân số qua các thời kỳ: 45,608 (Điều tra dân số 2010); 50,593 (Điều tra dân số 2002); 54,585 (Điều tra dân số năm 1989).
Thành phố có cự ly 76 kilômét (47 mi) so với thủ phủ Cheboksary. Thành phố là trung tâm hành chính của huyện Kanashsky dù về mặt hành chính không thuộc huyện này

## Lịch sử
Kanash được thành lập vào năm 1891. Từ năm 1891 và 1925, nó được gọi là Shikhrany (Шихраны).
Lịch sử của thành phố gắn liền với sự phát triển của đường sắt. Tháng 12 năm 1884, tuyến đường ray Moskva-Kazan đã hoàn thành, ngoại trừ cầu đường sắt Romanovsky Imperatorsky qua sông Volga, đơn vị xây dựng là Công ty đường sắt Moscow Ryazan.
Việc mở của nhà ga đường sắt, thời điểm đó đã bao quanh bởi rừng, cung cấp một điểm sản xuất thuận lợi cho ngành gỗ, và cối xay gió được xây dựng trong khu vực. Năm 1911, đã có hơn bốn mươi công ty kinh doanh tại Shikhrany. Trong năm 1912, một trường tiểu học đã được mở cửa, và trong 1914 trường trung học cơ sở. Năm 1919, ga Shikhrany đã trở thành một ngã ba đường sắt, khi tuyến Arzamas-Shikhrany đã được xây dựng từ năm 1914, khi phần cuối cùng đã được hoàn thành từ cầu sông Tsarkli đến Shihrany, và mở cửa cho lưu lượng giao thông đầy đủ.
Đến năm 1925, khi Kanash được cấp tình trạng thị trấn, dân số của nó là khoảng 2.200.
Một nhà ga thứ hai được xây dựng vào năm 1926 đối với hàng hóa quá cảnh. Nhà máy điện đầu tiên, cung cấp điện cho các trạm đường sắt, một phần của thị trấn, và làng mạc gần đó mười ba, được xây dựng vào năm 1929. Việc xây dựng đường Kanash Cheboksary bắt đầu vào năm 1939, nâng số đường sắt kết nối Kanash lên đến bốn tuyến.
Trong Thế chiến II, các cơ sở sản xuất đường sắt và năng lực vận chuyển đã tăng lên đáng kể.
Từ năm 1950 đến những năm 1970, ngành công nghiệp địa phương đã được đa dạng. Nhà máy sản xuất đồ nội thất, dụng cụ, polymer, và nhựa, và các nhà máy sửa chữa xe được xây dựng.

## Người nổi tiếng
- Alexandra Boltasseva (sinh 1978), giáo sư kỹ thuật điện và máy tính
- Nadezhda Wijenberg (sinh 1964), vận động viên chạy đường dài